# Telemercadotecnia

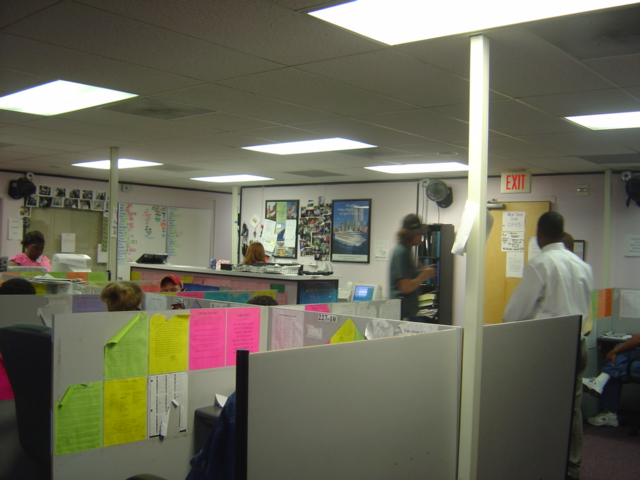
Oficina de telemercadotecnia.

La telemercadotecnia o telemercática (en inglés: telemarketing) es una forma de mercadotecnia directa en la que un asesor utiliza el teléfono o cualquier otro medio de comunicación para contactar con clientes potenciales y comercializar los productos y servicios. Los clientes potenciales se identifican y clasifican por varios medios como su historial de compras, encuestas previas, participación en concursos o solicitudes de empleo (por ejemplo, a través de Internet) Los nombres también pueden ser comprados de la base de datos de otra compañía u obtenidos de la guía de teléfonos u otra lista pública o privada. El proceso de clasificación sirve para encontrar aquellos clientes potenciales con mayores probabilidades de comprar los productos o servicios que la empresa en cuestión ofrece.
Las compañías de investigación de mercados utilizan a menudo las técnicas de telemercadotecnia para buscar clientes potenciales o pasados del negocio de un cliente o para sondear la aceptación o rechazo de un producto, marca o empresa en concreto. Las encuestas de opinión se realizan de una manera similar.
Las técnicas de telemercadotecnia también pueden ser aplicadas a otras formas de mercadotecnia utilizando mensajes de Internet o fax

## Características
El proceso de externalizar campañas de telemercadotecnia a otras ciudades del mismo país es conocido como nearshore y el de externalizar el servicio a otros países se conoce como deslocalización u offshore.
Antes se estilaba que los teleoperadores telefónicos eran vendedores que ofrecían productos y servicios sin importarles las necesidades de los consumidores sino solamente su beneficio económico, hoy por hoy el teleoperador ya no se considera un vendedor sino un asesor dependiendo el rubro que esté trabajando (comercial, financiero, publicitario, video, etc).
El trabajo de un asesor ya no se limita únicamente a hacer la labor de venta como antaño, sino que tiene la obligación de entender y ajustarse a las necesidades reales de sus clientes, asesorarlos y llevarlos de la mano sugiriéndoles las soluciones que correspondan.

## Argumentos a favor de la telemercadotecnia
La opción de contratar un telemarketing como un medio de comercialización de productos o servicios viable además de rentable siempre está presente como una alternativa económica para las empresas y compañías que toman las decisiones.
Tiene como ventaja que se cuenta con una fuerza de ventas que contacta directamente al cliente y hace labor de convencimiento, incrementando las utilidades de los negocios, además de ser un medio de publicidad barato en comparación con otros medios como la radio o la televisión.
Una ventaja para el cliente podría ser que puede adquirir esos productos o servicios desde su hogar u oficina sin tener que ir directamente hasta la empresa que los comercializa, por lo que constituiría en dicho caso un ahorro en tiempo y recursos (como transportación).
Otra ventaja, es que cuando el asesor contacta directamente al cliente, este le resuelve todas sus dudas o le explica las características especiales del producto o servicio a fondo, cosa que sería imposible realizar dentro de un espacio limitado de pocos segundos en un comercial para radio o televisión.

## Argumentos en contra de la telemercadotecnia
La telemercadotecnia es a menudo criticado, los que están en contra de esta práctica argumentan que se trata de una práctica con falta de ética al realizar muchas compañías llamadas no deseadas y por utilizar técnicas de venta agresivas. Dichas prácticas pueden ser objeto de controles legislativos relacionados con la protección y privacidad del consumidor. En particular, en Estados Unidos la telemercadotecnia está restringido por la Ley de Protección al Usuario del Teléfono de 1991. Muchas asociaciones profesionales de telemercadotecnia tienen códigos éticos y normas que los trabajadores deben seguir.
Algunas jurisdicciones han implementado listas de "No llamadas" bien a través de legislación u organizaciones industriales en las que los consumidores pueden indicar que no quieren ser contactados por empresas de telemercadotecnia. Algunas legislaciones incluyen duras penalizaciones a las empresas que llamen a individuos incluidos en dichas listas.
Hay varios métodos para que las personas eviten las llamadas de telemercadotecnia. Utilizando el ID y la identificación de llamada, una persona puede identificar al interlocutor antes de descolgar y tomar la decisión de no responder al teléfono. Los contestadores automáticos también pueden utilizarse para discriminar llamadas ya que las compañías de telemercadotecnia no suelen dejar mensajes.